# Jennifer Ventimilia
Jennifer Ventimilia (también conocida como J.R. Ventimilia) es una escritora de televisión estadounidense.
Ventimilia coescribió el episodio de Los Simpson titulado Simpson Tide (con Joshua Sternin) y la adaptación para televisión del episodio Round Springfield, basado en una idea de la historia de Al Jean y Mike Reiss. Otros créditos incluyen Murphy Brown, That '70s Show y The Critic. En 2002, Ventimilia y Sternin crearon un espectáculo para Fox llamado The Grubbs, protagonizada por Randy Quaid. Debido a la reacción de la crítica negativa, el programa fue cancelado antes de que saliera al aire. Ventimilia coescribió el guion para la película de 2004 Surviving Christmas y en 2010 Tooth Fairy. Ventimilia también se desempeñó como productor ejecutivo y escritor de Kitchen Confidential, Robot and Monster, y Teenage Mutant Ninja Turtles.